# شوركن جتسو
الشوركن جتسو (باليابانية: 手裏剣術) أو أسلوب الشوريكين هو فن من فنون القتال اليابانية، يهدف لإتقان رمي الشوريكين. كان يتدرب عليها الساموراي أو المحاربين القدماء لحماية طبقة النبلاء